# Эрдеи, Ференц
Ференц Эрдеи (венг. Erdei Ferenc; 24 декабря 1910, Мако, — 11 мая 1971, Будапешт) — венгерский экономист, социолог и государственный деятель.

## Биография
Окончил юридический факультет Сегедского университета. Изучал аграрные отношения в деревне.
Принадлежал к левому крылу антифашистского движения «Мартовский фронт» (1938), сотрудничал с коммунистами. Один из основателей Национально-крестьянской партии (основана в 1939), с 1945 её вице-председатель, затем генеральный секретарь.
После занятия Венгрии советскими войсками входил в просоветское венгерское правительство. В 1944—1945 годах был министром внутренних дел. в 1949—1953 гг. — министр земледелия. В 1953—1954 гг. — министр юстиции. В 1954—1955 гг. — министр земледелия.
Во время венгерского восстания 1956 г. был заместителем председателя Совета Министров ВНР.
2 ноября вел переговоры с советскими военными об отводе войск из Будапешта. 3 ноября 1956 г. был арестован КГБ во время переговоров с советскими военными на советской базе в Тёкёль. Освобожден несколько недель спустя благодаря заступничеству Яноша Кадара.
Вице-президент Венгерской АН (с 1964). Член Президиума Отечественного народного фронта (с 1965), депутат Государственного собрания.
С 1957 г. — директор Исследовательского института экономики сельского хозяйства.

## Сочинения
- Интенсификация сельского хозяйства = A mezögazdaság belterjessége. / Эрдеи, Чете, Мартон. Пер. с венг. Л. И. Павлова. Под общ. ред. и с предисл., [с. 5-20], С. З. Толпекина. — М. : Прогресс, 1967. — 407 с. : черт.